# توتونرو ۱۹۸۰
توتونرو ۱۹۸۰ یا توتونرو (به انگلیسی: 1980 Totonero)، یک رسوایی در فوتبال ایتالیا بود که در سال ۱۹۸۰ در سری آ و سری بی اتفاق افتاد. این رسوایی در ۲۳ مارس ۱۹۸۰، پس از شکایت دو مغازه‌دار اهل رم به نام‌های آلوارو ترینکا و ماسیمو کروچانی که اظهار داشتند برخی از بازیکنان فوتبال ایتالیایی، مسابقات فوتبال را در ازای پول می‌فروختند، توسط گوآردیا دی فیانتزا بر ملا شد.
شخصیت‌های اصلی این رسوایی آولینو، بولونیا، یوونتوس، لاتزیو، میلان، ناپولی، پروجا، دلفینو پسکارا (سری آ)، و جنوآ، لچه، پالرمو، پیستویزه و تارانتو (سری بی) بودند. به‌طور ویژه، پائولو روسی برای ۳ سال (بعد از اعتراض به ۲ سال کاهش یافت) محروم شد و پس از بازگشت به تیم ملی ایتالیا در کسب قهرمانی جام جهانی ۱۹۸۲ کمک کرد.

## مجازات‌های باشگاهی
- میلان (سری آ)؛ به سری بی سقوط کرد.[۲]
- لاتزیو (سری آ)؛ به سری بی سقوط کرد (۱۰ میلیون در مجازات اولیه).[۲]
- آولینو (سری آ)؛ کسر ۵ امتیاز در سری آ ۸۱–۱۹۸۰.
- بولونیا (سری آ)؛ کسر ۵ امتیاز در سری آ ۸۱–۱۹۸۰.
- پروجا (سری آ)؛ کسر ۵ امتیاز در سری آ ۸۱–۱۹۸۰.
- پالرمو (سری بی)؛ کسر ۵ امتیاز در سری بی ۸۱–۱۹۸۰ (در حکم اولیه تبرئه شد).
- تارانتو (سری بی)؛ کسر ۵ امتیاز در سری بی ۸۱–۱۹۸۰. (در حکم اولیه تبرئه شد).

## محرومیت‌ها
مدیران
- Felice Colombo (رئیس میلان)؛ مادام العمر.
- تومازو فابرتی (رئیس بولونیا)؛ ۱ سال.

بازیکنان
- استفن پلگرینی (آولینو)؛ ۶ سال.
- ماسیمو کاچیاتوری (لاتزیو)؛ ۵ سال (مادام العمر در مجازات اولیه).
- انریکو آلبرتوسی (میلان)؛ ۴ سال (مادام العمر در مجازات اولیه).
- برونو جوردانو (لاتزیو)؛ ۳ سال و ۶ ماه (۱ سال و ۶ ماه در مجازات اولیه).
- لیونلو مانفردونیا (لاتزیو)؛ ۳ سال و ۶ ماه (۱ سال و ۶ ماه در مجازات اولیه).
- Carlo Petrini (بولونیا)؛ ۳ سال و ۶ ماه.
- Guido Magherini (پالرمو)؛ ۳ سال و ۶ ماه (۱ سال و ۶ ماه در مجازات اولیه).
- جوزپه ساوولدی (بولونیا)؛ ۳ سال و ۶ ماه.
- Lionello Massimelli (تارانتو)؛ ۳ سال (۱ سال در مجازات اولیه).
- لوچانو زکینی (پروجا)؛ ۳ سال.
- جیوسپه ویلسون (لاتزیو)؛ ۳ سال (مادام العمر در مجازات اولیه).
- پائولو روسی (پروجا)؛ ۲ سال (۳ سال در مجازات اولیه).[۱]
- فرانکو کوردووا (آولینو)؛ ۱ سال و ۲ ماه.
- Carlo Merlo (لچه)؛ ۱ سال (۱ سال و ۶ ماه در مجازات اولیه).
- جیورجیو مورینی (میلان)؛ ۱ سال.
- Stefano Chiodi (میلان)؛ ۶ ماه.
- Piergiorgio Negrisolo (پسکارا)؛ ۵ ماه (۱ سال در مجازات اولیه).
- Maurizio Montesi (لاتزیو)؛ ۴ ماه.
- Franco Colomba (بولونیا)؛ ۳ ماه.
- اسکار دامیانی (ناپولی)؛ ۳ ماه (۴ ماه در مجازات اولیه).